# Iosif Moldovan
Iosif Moldovan (n. 21 aprilie 1976

) este un deputat român, ales în 2012.